# 旭町 (豊橋市)
旭町（あさひまち）は、愛知県豊橋市の地名。

## 地理
豊橋市中央部に位置する。東は前畑町、西は八町通5丁目・今橋町、南は旭本町・南旭町、北は飽海町・東田町に接する。

### 字一覧
- 旭（あさひ）[WEB 5]
- 餌指（えさし）[WEB 5]

### 学区
- 高等学校 - 三河学区
- 中学校 - 豊橋市立豊城中学校（字なし地域、字餌指の一部）・豊橋市立青陵中学校（字旭、字餌指の一部）[WEB 6]
- 小学校 - 豊橋市立八町小学校（字なし地域、字餌指の一部）・豊橋市立旭小学校（字旭、字餌指の一部）[WEB 6]

## 歴史

### 人口の変遷
国勢調査による人口および世帯数の推移。
| 1995年（平成7年）  | 337世帯 945人 |  |
| 2000年（平成12年） | 329世帯 849人 |  |
| 2005年（平成17年） | 315世帯 837人 |  |
| 2010年（平成22年） | 320世帯 791人 |  |
| 2015年（平成27年） | 338世帯 821人 |  |

### 沿革
- 明治初年 - 渥美郡旭町として成立[2]。当地は吉田藩の東組足軽屋敷の所在地であった[2]。
- 1878年（明治11年） - 豊橋村の一部になる[2]。
- 1895年（明治28年） - 豊橋村の一部により、豊橋町旭町が成立[2]。
- 1906年（明治39年） - 豊橋市旭町となる[2]。
- 1943年（昭和18年） - 一部が前畑町となる[2]。
- 1958年（昭和33年）9月12日- 豊橋市の戦災復興土地区画整理により、従来の旭町字旭および同字餌指の各一部が旭町となり[3]、一部が旭本町・南旭町・東新町・西新町・八町通1丁目から同5丁目となる[2]。

## 施設
- 旭校区市民館[1]
- 豊橋市立旭小学校[1]
- 稲荷神社[1]

- 旭小学校

### WEB
1. ↑  “愛知県豊橋市の町丁・字一覧”.   人口統計ラボ. 2023年4月13日閲覧。
2. ↑  総務省統計局 (2017年1月27日). “平成27年国勢調査の調査結果(e-Stat) - 男女別人口及び世帯数 －町丁・字等” (CSV). 2021年7月21日閲覧。
3. ↑  “愛知県豊橋市の郵便番号一覧”.   日本郵便. 2023年4月13日閲覧。
4. ↑  “市外局番の一覧” (PDF).   総務省 (2022年3月1日). 2022年3月22日閲覧。
5. 1 2  “愛知県豊橋市 住所一覧から地図を検索”.   ONE COMPATH. 2023年8月17日閲覧。
6. 1 2  豊橋市教育委員会学校教育課学事グループ (2022年4月1日). “豊橋市立小・中学校 通学区域早見表” (PDF).   豊橋市. 2023年9月20日閲覧。
7. ↑  総務省統計局 (2014年3月28日). “平成7年国勢調査の調査結果(e-Stat) - 男女別人口及び世帯数 －町丁・字等” (CSV). 2021年7月20日閲覧。
8. ↑  総務省統計局 (2014年5月30日). “平成12年国勢調査の調査結果(e-Stat) - 男女別人口及び世帯数 －町丁・字等” (CSV). 2021年7月20日閲覧。
9. ↑  総務省統計局 (2014年6月27日). “平成17年国勢調査の調査結果(e-Stat) - 男女別人口及び世帯数 －町丁・字等” (CSV). 2021年7月21日閲覧。
10. ↑  総務省統計局 (2012年1月20日). “平成22年国勢調査の調査結果(e-Stat) - 男女別人口及び世帯数 －町丁・字等” (CSV). 2021年7月21日閲覧。
11. ↑  総務省統計局 (2017年1月27日). “平成27年国勢調査の調査結果(e-Stat) - 男女別人口及び世帯数 －町丁・字等” (CSV). 2021年7月21日閲覧。

### 書籍
1. 1 2 3 4 5  「角川日本地名大辞典」編纂委員会 1989, p. 1782.
2. 1 2 3 4 5 6 7  「角川日本地名大辞典」編纂委員会 1989, p. 91.
3. ↑  吉川利明 1976, p. 54.